# ジャズ・コンポーザーズ・オーケストラ
ジャズ・コンポーザーズ・オーケストラ（Jazz Composer's Orchestra）は、オーケストラでアヴァンギャルド・ジャズを演奏するため、1965年にカーラ・ブレイとマイケル・マントラーによって結成されたアメリカ合衆国のジャズ・グループである。
その起源は、ジャズ・コンポーザーズ・ギルドにある。これは、ビル・ディクソンが1964年にニューヨークで開催した一連のコンサート「ジャズの十月革命」とその後の定期的なパフォーマンス・イベントから生まれた組織である。ブレイとマントラーによって結成されたビッグバンドは、ジャズ・コンポーザーズ・ギルド・オーケストラとして知られるようになり、1965年4月に最初のレコードを作成した。ギルドの終焉後、ジャズ・コンポーザーズ・オーケストラとして継続した。非営利組織であるJazz Composers Orchestra Association Inc.（JCOA）は、1966年に設立された。
オーケストラの最初のリリースは1965年のアルバム『コミュニケーション』であった。1968年の2枚組アルバム『ジャズ・コンポーザーズ・オーケストラ』は、ソリストのセシル・テイラー、ドン・チェリー、ラズウェル・ラッド、ファラオ・サンダース、ラリー・コリエル、ガトー・バルビエリをフィーチャーした。
JCOAレコードは、オーケストラとそのメンバーからのリリースのために設立された。
アルバムには、ラズウェル・ラッド、クリフォード・ソーントン、ドン・チェリー、リロイ・ジェンキンス、グレイシャン・モンカー3世の委託作品が含まれていた。グループの最後のパフォーマンスは1975年であった。グループの活動により、New Music Distribution Service（NMDS）として知られるレコード配信会社が設立された。

## ディスコグラフィ

### アルバム
- 『コミュニケーション』 - Communication (1965年)
- 『ジャズ・コンポーザーズ・オーケストラ』 - The Jazz Composer's Orchestra (1968年) ※produced by マイケル・マントラー
- 『エスカレーター・オーヴァー・ザ・ヒル』 - Escalator over the Hill (1971年) ※a chronotransduction by カーラ・ブレイ & ポール・ヘインズ
- 『相対性組曲』 - Relativity Suite (1973年) ※produced by ドン・チェリー
- 『ニューマチック・スイング・バンド』 - Numatik Swing Band (1973年) ※produced by ラズウェル・ラッド
- 『ハーレムの園』 - The Gardens of Harlem (1975年) ※produced by クリフォード・ソーントン
- 『熱禱』 - Echoes of Prayer (1975年) ※produced by グレイシャン・モンカー3世
- 『フォ・プレイヤーズ・オンリー』 - For Players Only (1975年) ※produced by リロイ・ジェンキンス